# Johann Michael Winterhalder
Johann Michael Winterhalder (* 7. September 1706 in Vöhrenbach im Schwarzwald; getauft auf den Namen Michael; † 12. Mai 1759 ebenda) war ein deutscher Künstler des Barock aus der Bildhauersippe Winterhalder.

## Leben
Er war eines von drei Kindern des Bildhauers Adam Winterhalder und seiner Frau Elisabeth, die den Beruf des Vaters ergriffen. Wie seine Brüder Anton (1699–1758) und Josef (1702–1769), lernte er das Handwerk beim Vater. Ein Mit-Lehrjunge war der ein Jahr jüngere Matthias Faller (1707–1791). Faller stammte wie Adam Winterhalder vom Oberfallengrundhof in Neukirch im Schwarzwald. 1725 – beide waren 18 Jahre alt – machten sich Johann Michael Winterhalder und Matthias Faller gemeinsam auf die Gesellenwanderung, die sie vermutlich zunächst zu Johann Michaels Vetter, dem Bildhauer Philipp Winterhalder in Gengenbach, führte, dann über Colmar, Augsburg und München nach Wien und Prag. In Wien wurde die Berührung mit Georg Raphael Donner wichtig. 1728–1730 ist Johann Michael Winterhalder in den Schülerlisten der Akademie der bildenden Künste genannt. Josef Winterhalder hatte die Akademie bereits vorher, 1726–1728, besucht. 1731–1732 arbeiteten alle drei Winterhalder-Brüder im Prämonstratenserkloster Hradisch und der dem Kloster inkorporierten Wallfahrtskirche Mariä Heimsuchung und Residenz Heiligenberg bei Olmütz in Mähren im heutigen Tschechien. Dann trennten sich die Wege. Anton und Josef blieben in Mähren. Johann Michael kehrte 1733, möglicherweise vom achtzigjährigen, überlasteten Vater gerufen und in Begleitung von Matthias Faller, nach Hause zurück. Anlässlich seiner Heirat mit Maria Scherzinger (1713–1749) am 8. Februar 1734 übergab ihm der Vater die Vöhrenbacher Werkstatt. Johann Michael und Maria Winterhalder hatten sechs Kinder, von denen zwei, Josef (1743–1807) und Anton (1745–1805), Bildhauer wurden. Anton übernahm die Werkstatt nach dem Tod des Vaters.

## Werk
Die Arbeiten in Tschechien, sechs Statuen für das Treppenhaus des Klosters Hradisch sowie die Kanzel und Portalskulpturen für die Wallfahrtskirche Mariä Heimsuchung, sind hauptsächlich das Werk Josef Winterhalders. Zum Werk Johann Michaels nach der Rückkehr in die Heimat gehören in chronologischer Folge:
- Alsbald nach der Heimkehr geschaffene Figuren für die noch vom Vater in Auftrag genommenen Seitenaltäre der ab 1715 erbauten Vöhrenbacher Pfarrkirche St. Martin. Die heutige Kirche ist ein Neubau von 1953–1954. Die Altäre wurden beim Abriss der alten Kirche zerstört, die Figuren verliehen oder auf dem Dachboden des Pfarrhauses aufbewahrt. In den 1970er Jahren restauriert, sind sie jetzt an den Wänden den Neubaus aufgestellt, nämlich die heiligen Jakobus der Ältere(1), die apokryphen Eltern Marias Joachim(2) und Anna(3), beide mit dem Jesuskind, Antonius der Große(4) und Antonius von Padua(5), die Märtyrer Sebastian(6), Rochus von Montpellier(7), Barbara von Nikomedien(8) und Katharina von Alexandrien(9) sowie Severin(10),[4] Dominikus(11) und Katharina von Siena(12). „Leider ist durch die Zerstörung der Vöhrenbacher Seitenaltäre ein wichtiges Barockwerk des Hochschwarzwaldes verloren gegangen. Waren sie doch noch von Adam Winterhalder entworfen, von ihm mit den beiden Hauptfiguren noch ausgestattet, dann aber nicht mehr vollendet worden. Sie zeigen eine Formenwelt, die bald durch elegantere Linienführungen abgelöst wurde.“[5] Adam Winterhalders „Hauptfiguren“ waren eine Rosenkranz-Madonna und ein heiliger Josef von Nazaret, beide jetzt in Privatbesitz. Später schnitzte Johann Michael noch ein Kreuz, das heute zwischen den trauernden Maria und Johannes von der Hand seines Vaters an der Stirnwand der Kirche angebracht ist.

Seitenaltarfiguren in St. Martin, Vöhrenbach
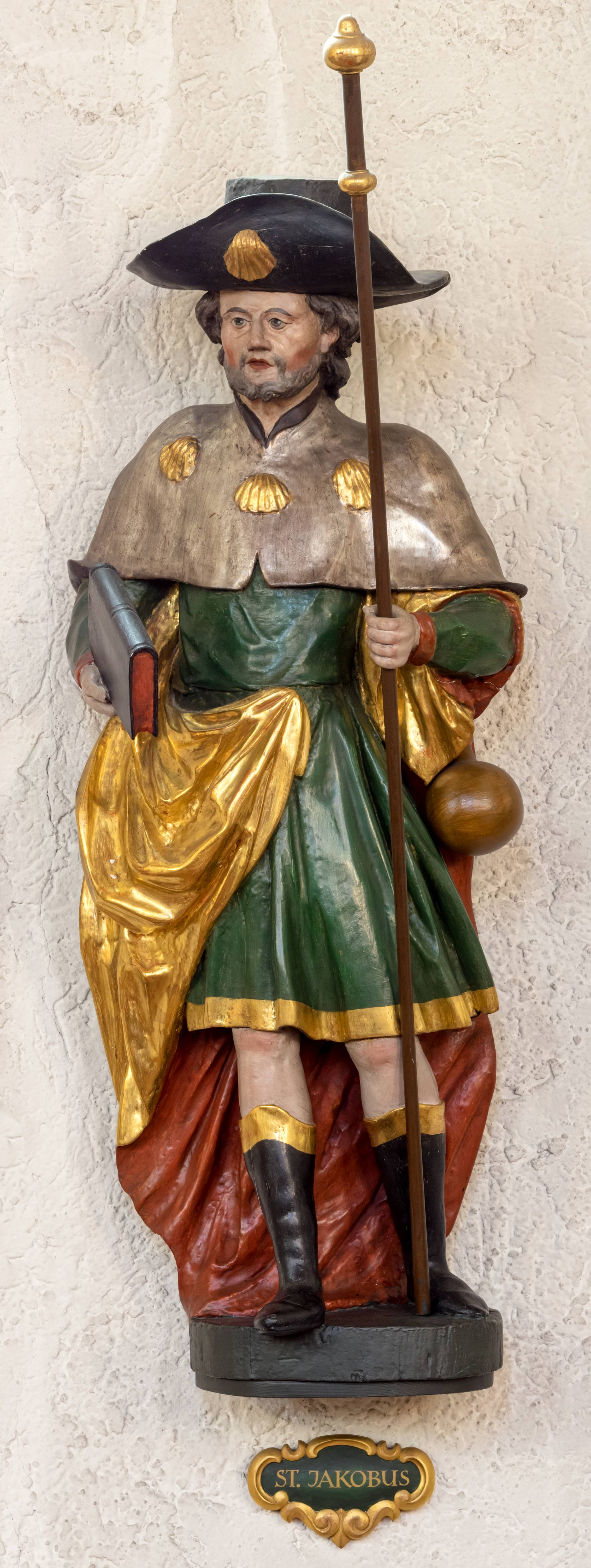
(1) Jakobus der Ältere
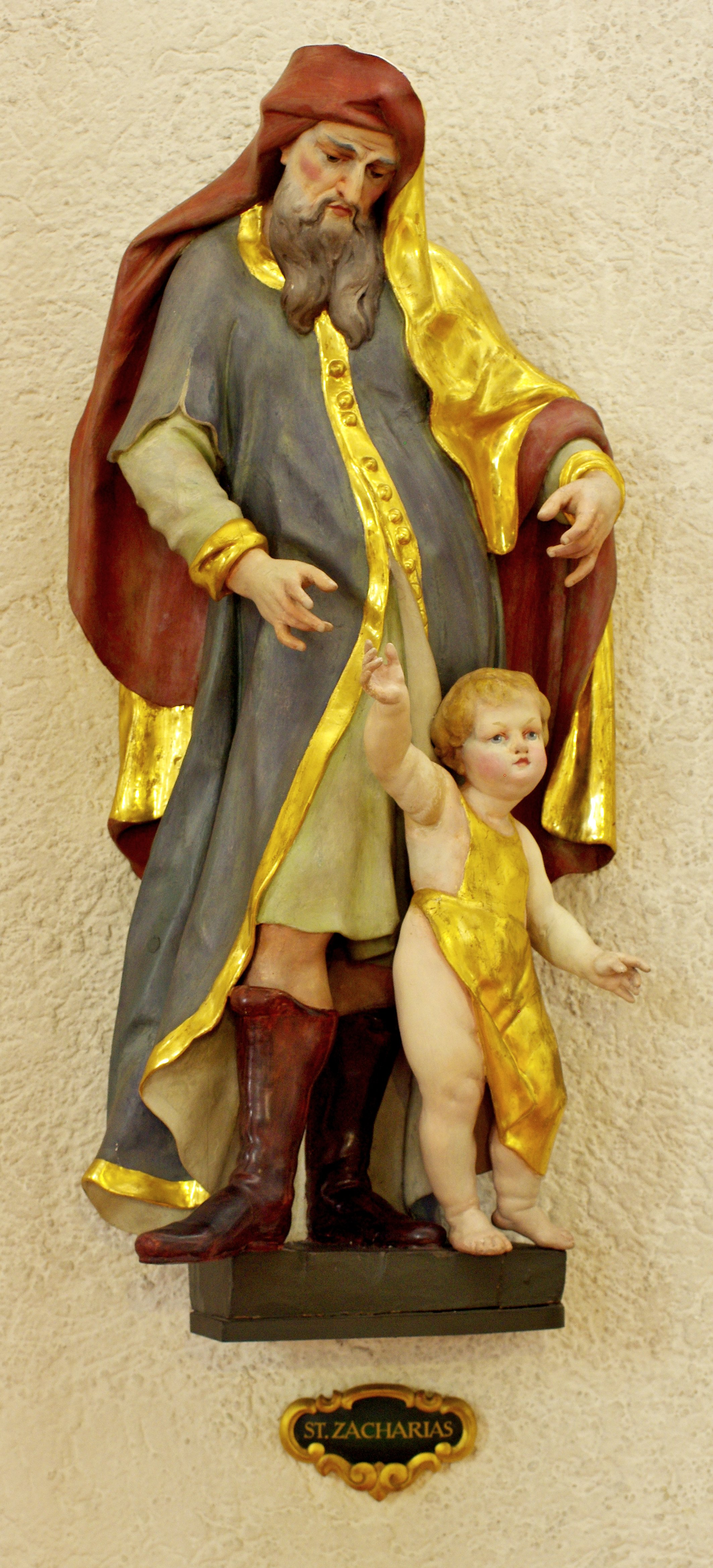
(2) Joachim
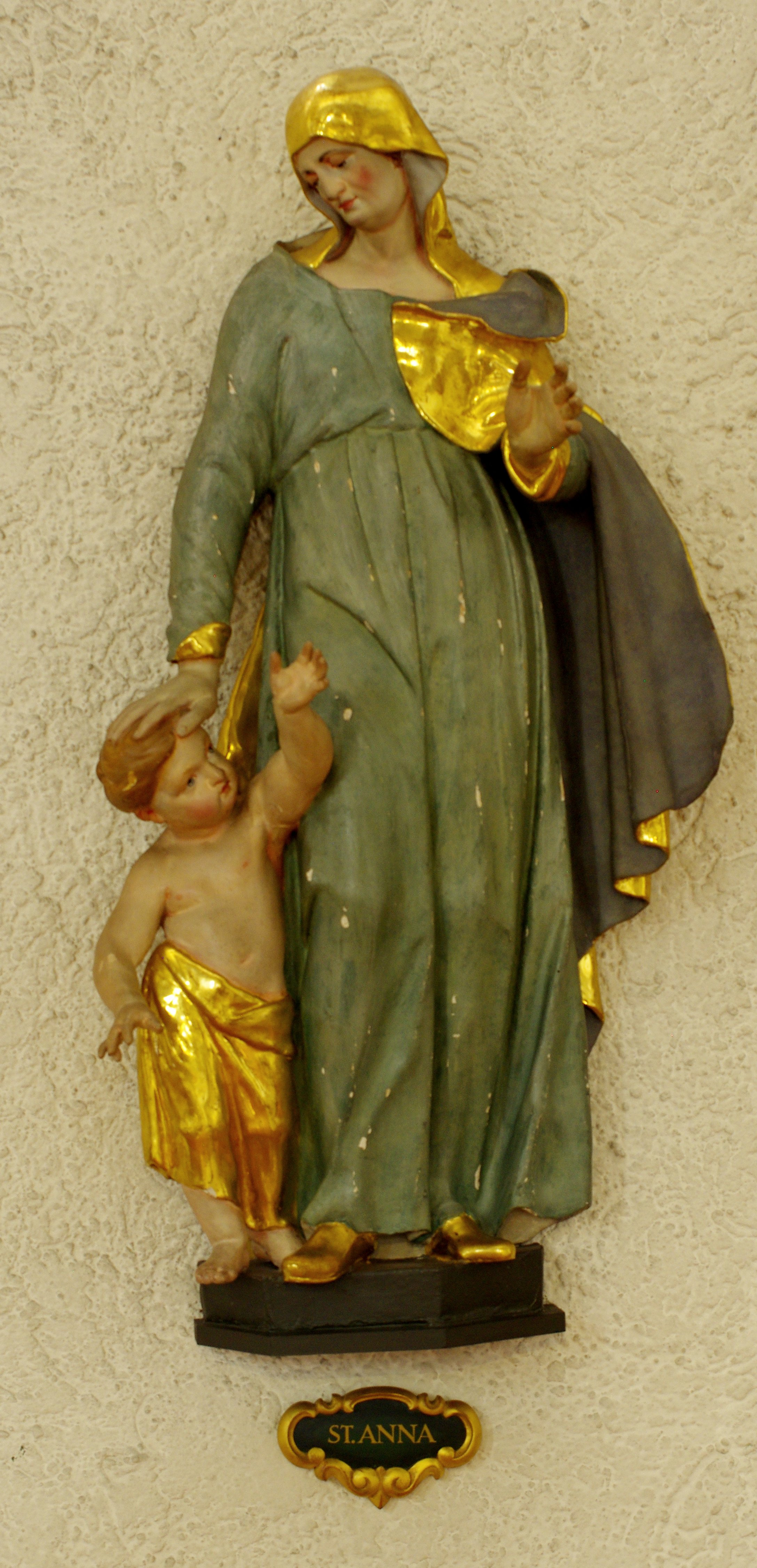
(3) Anna
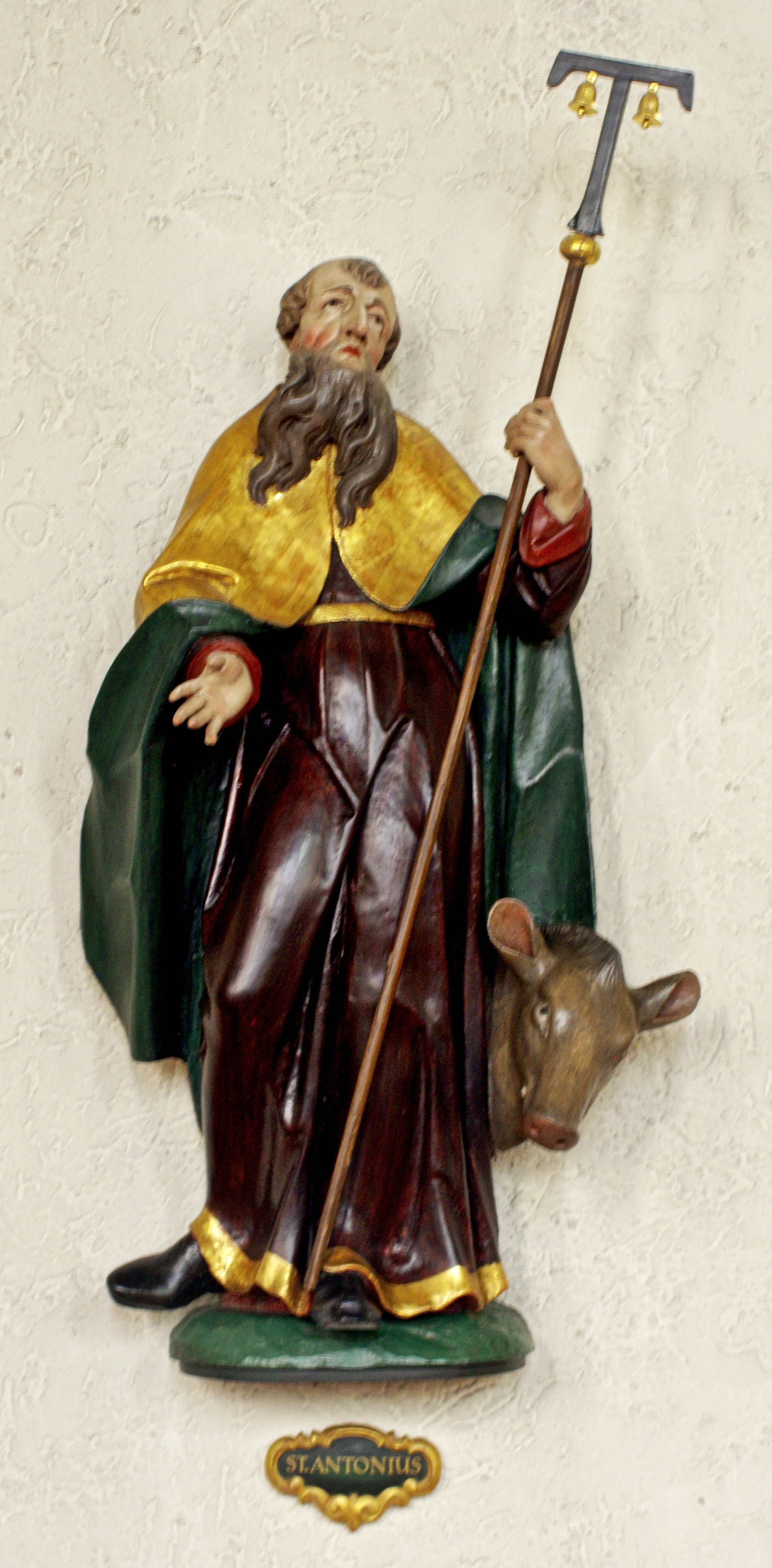
(4) Antonius der Große
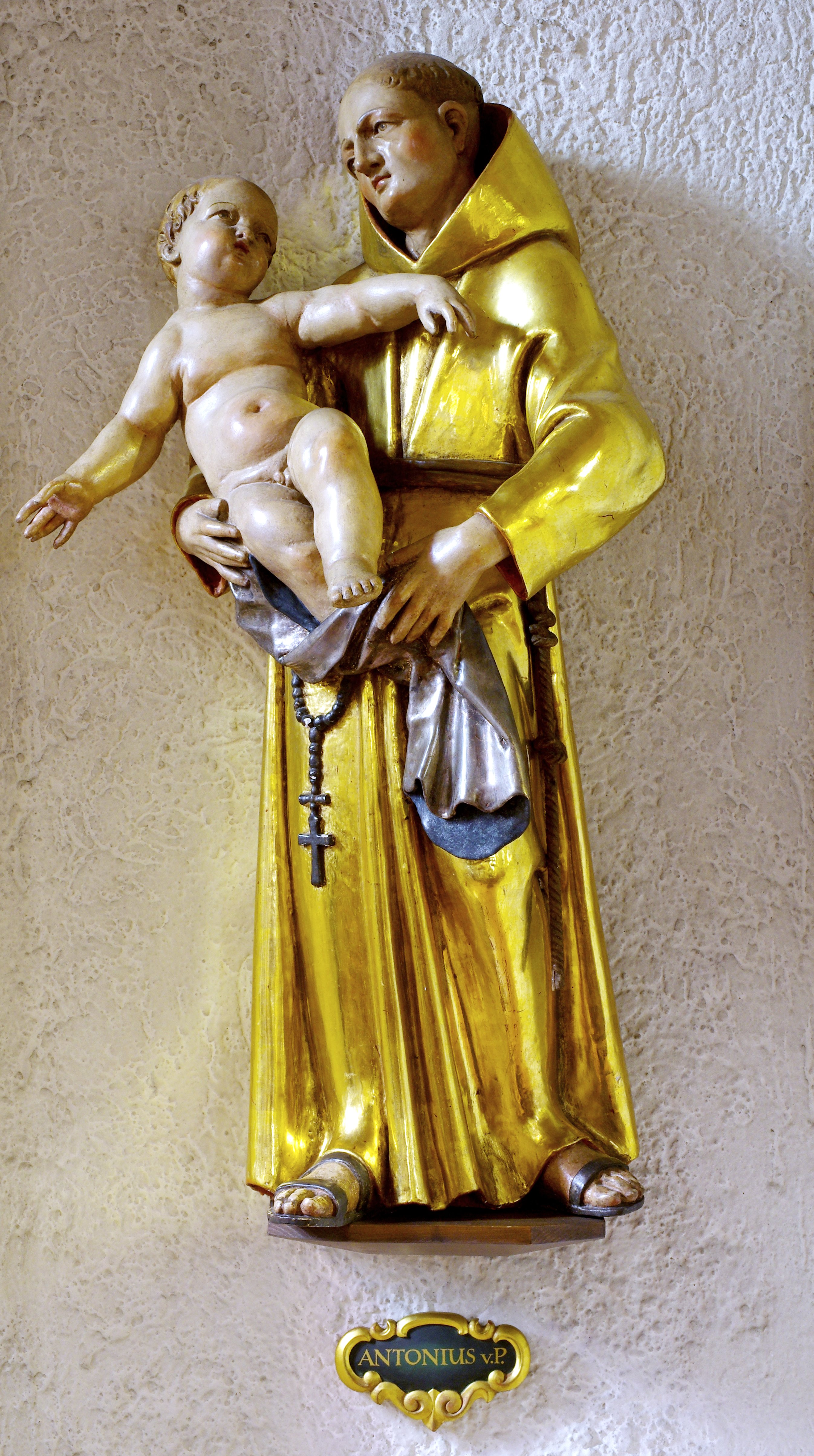
(5) Antonius von Padua
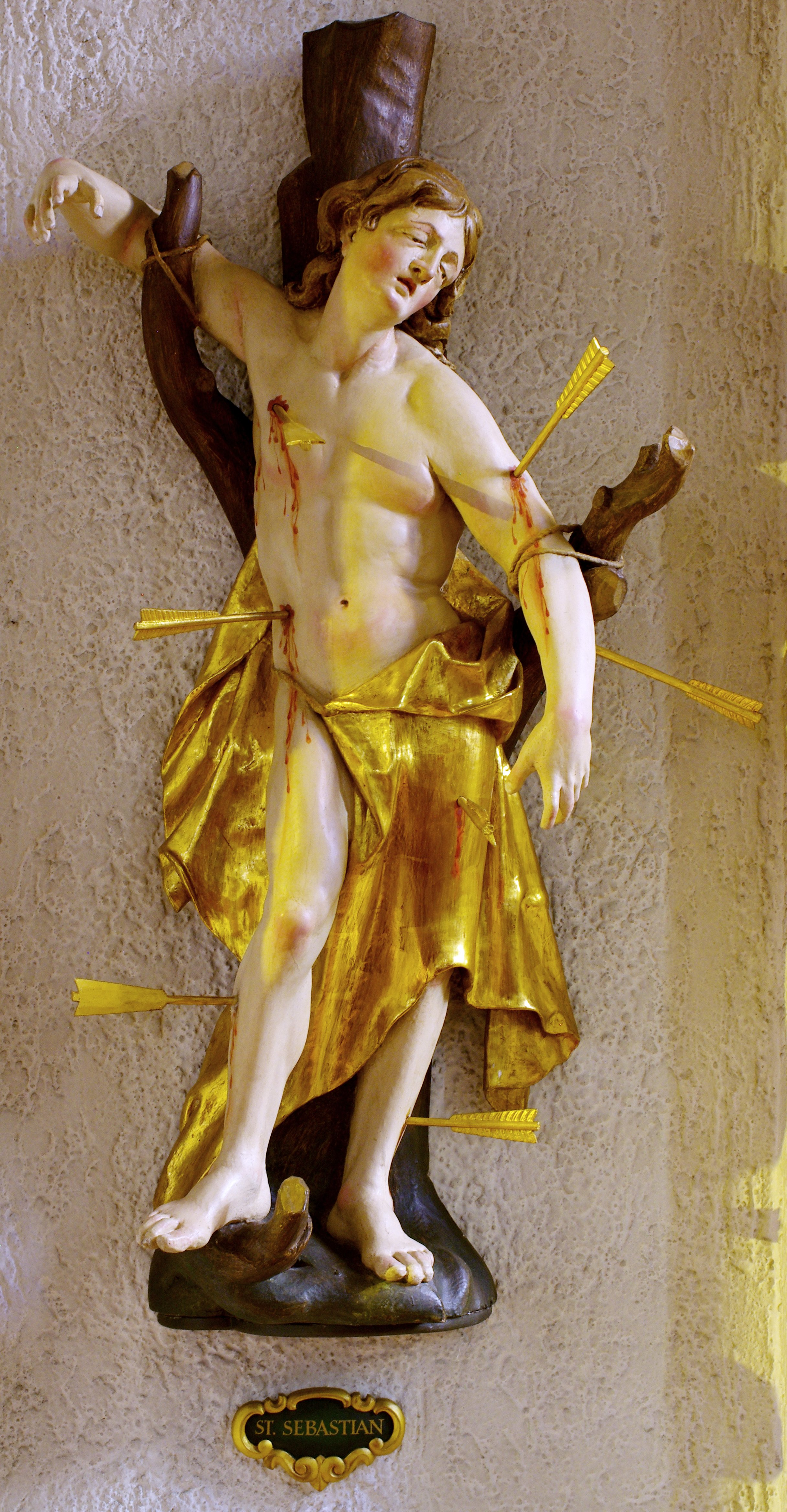
(6) Sebastian
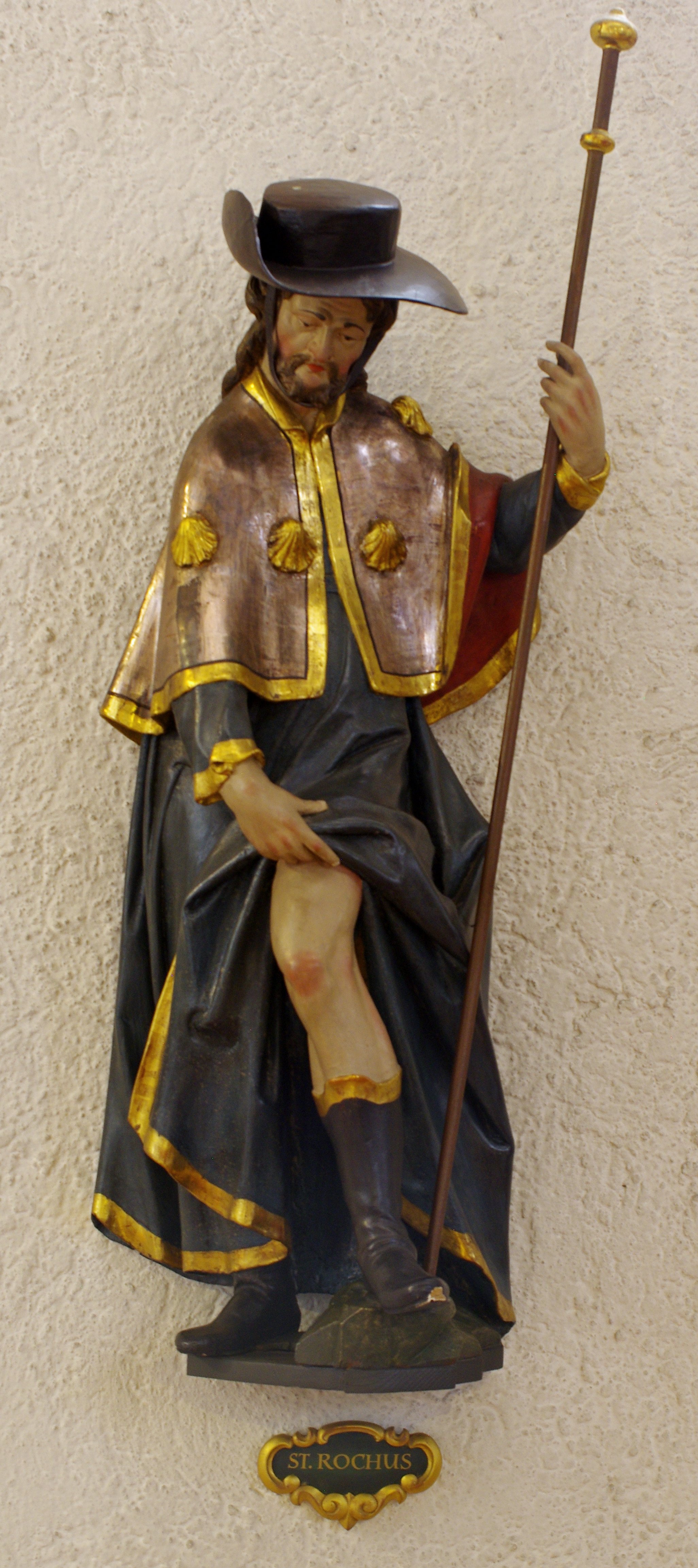
(7) Rochus
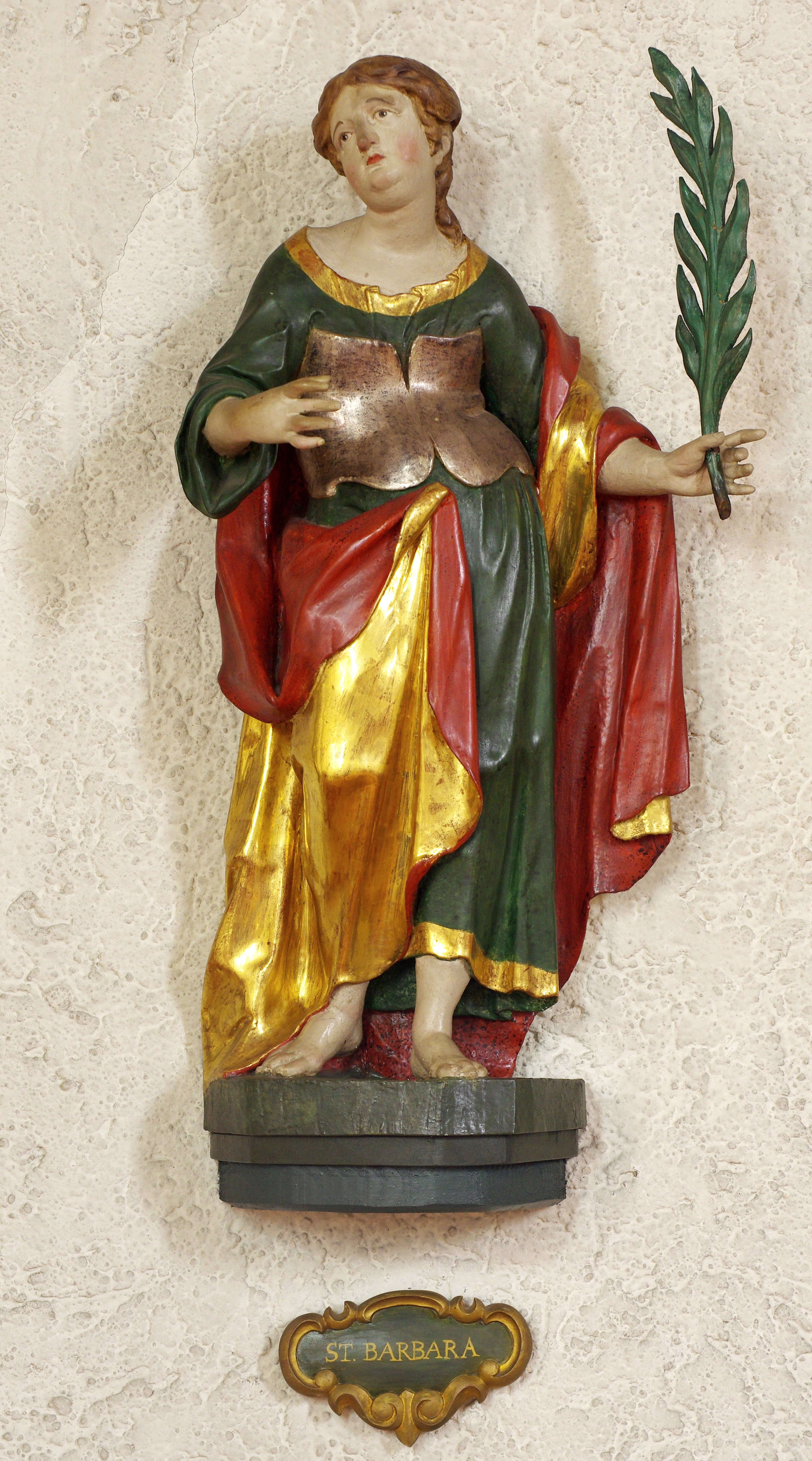
(8) Barbara
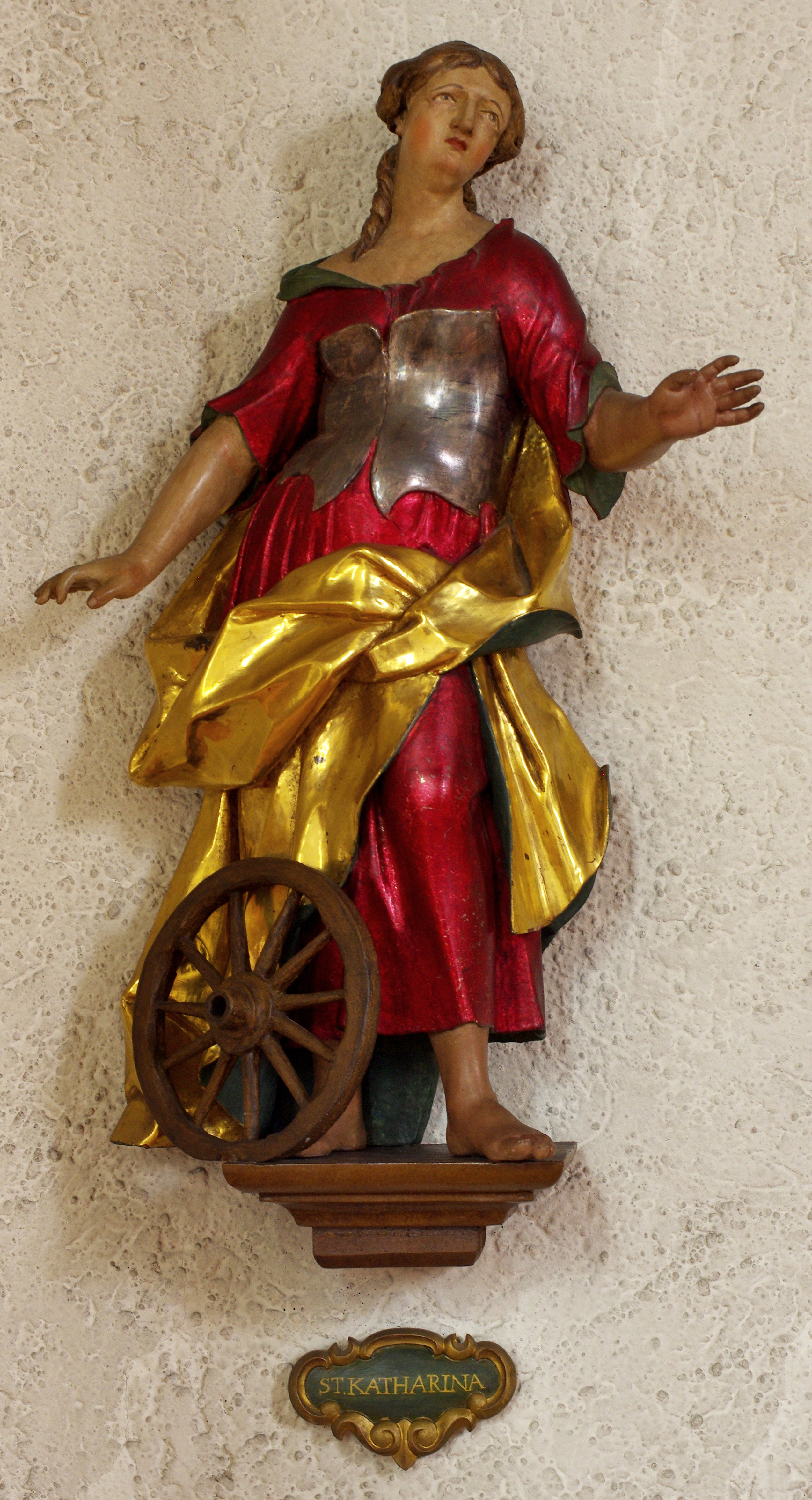
(9) Katharina von Alexandrien
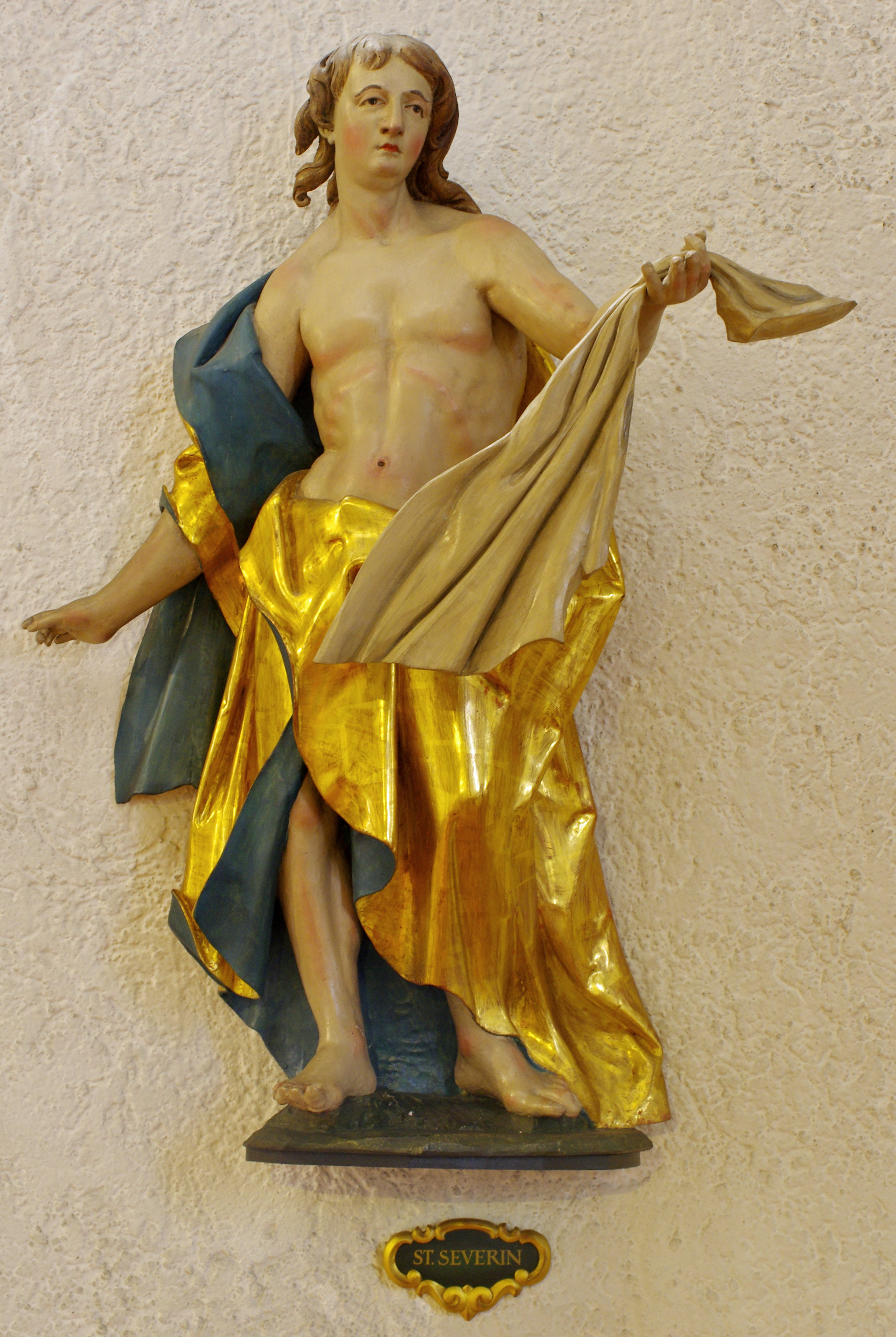
(10) Severin
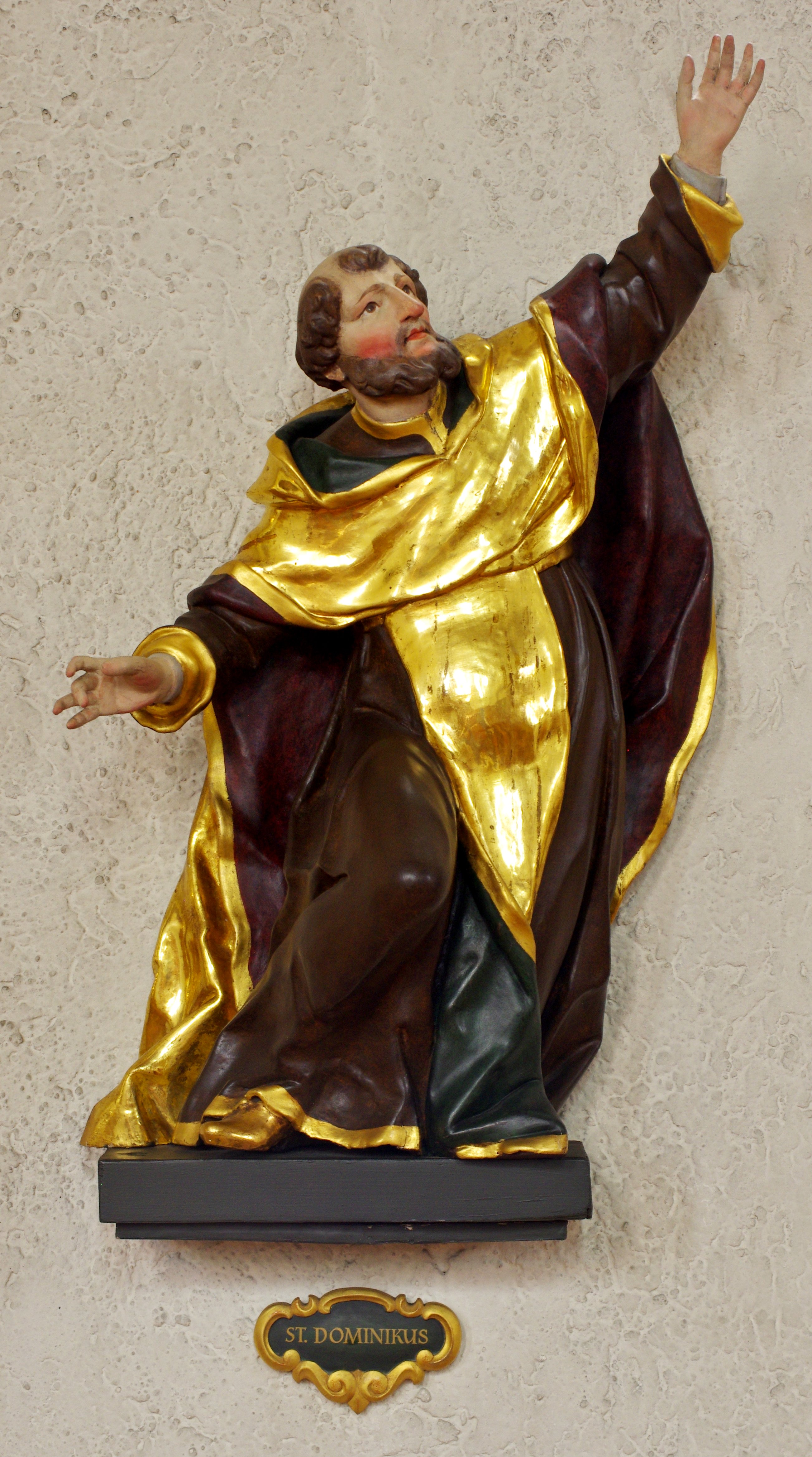
(11) Dominikus
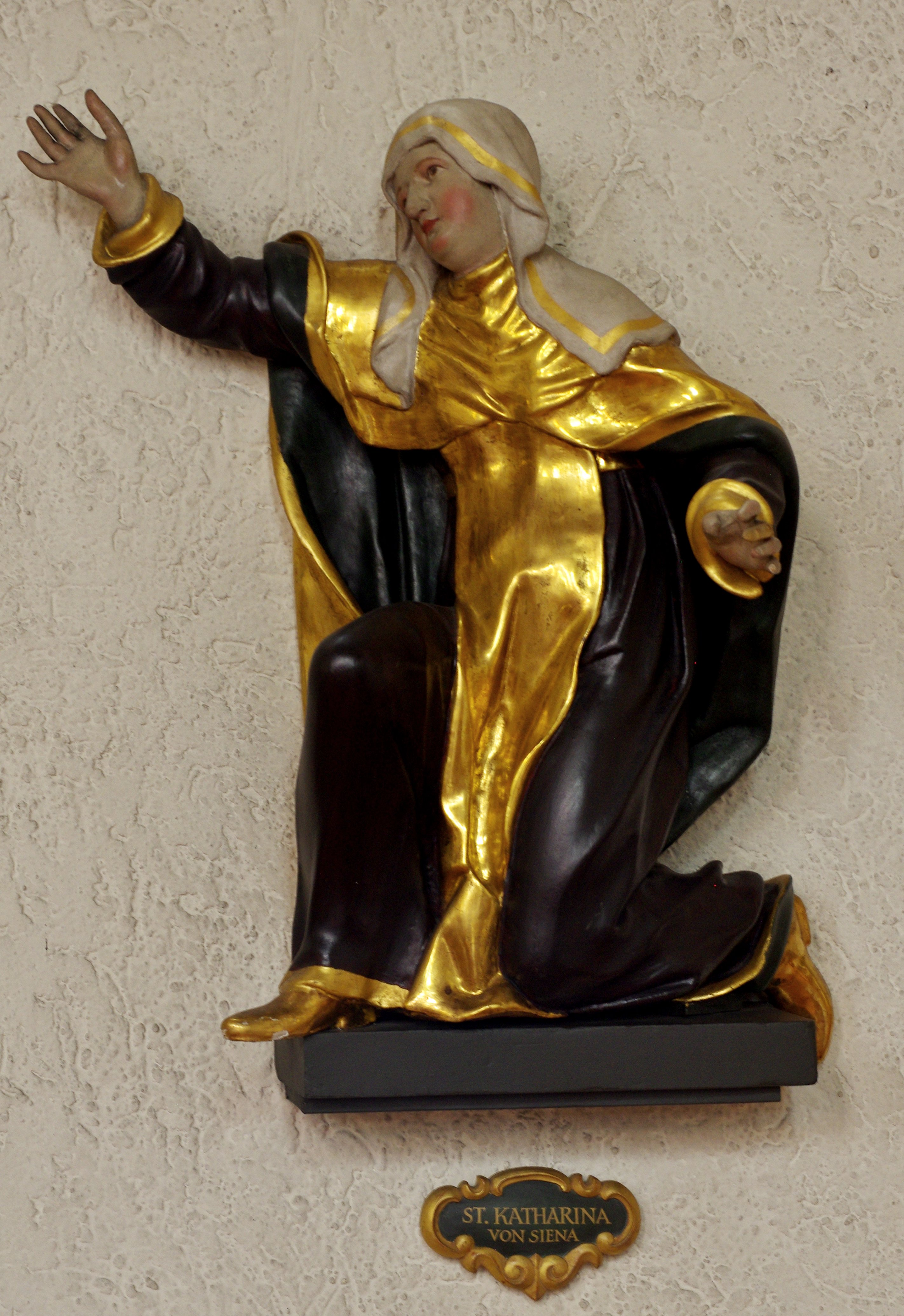
(12) Katharina von Siena

- Ab 1736, dem Jahr des Vertrags mit dem Auftraggeber, drei Altäre für die von 1718 bis 1728 nach Plänen von Peter Thumb umgebaute Kirche des Benediktinerklosters Ettenheimmünster. Der Auftrag betraf wohl nur die Altararchitektur, nicht die Figuren. Bei der Säkularisation ab 1804 wurde die Innenausstattung der Kirche zerstört oder verkauft. Der Verbleib des Hochaltars ist unbekannt. Der Marien-Seitenaltar befindet sich heute in der Alt-katholischen Kirche Gütenbach,[6] der Benedikt-Seitenaltar in der Kirche St. Martin im Stühlinger Ortsteil Grimmelshofen.[7]

- Zwischen 1738 und 1741 entstandene Arbeiten für die nach Plänen von Peter Thumb 1732 bis 1734 erbaute Stiftskirche, heutige Pfarrkirche St. Margaretha, in Waldkirch, nämlich der Hochaltar sowie, an den Wänden der Kirche, Statuen der zwölf Aposteln und des heiligen Paulus.[8] Der Hochaltar wurde schon wenige Jahre später im Sinne des Rokoko verändert, Winterhalders Skulpturen blieben aber. Gegenüber seiner überlebensgroßen Katharina mit Schwert, Rad und Palme und Barbara mit Turm und Palme am Waldkircher Hochaltar erscheinen „die beiden Vöhrenbacher Katharina und Barbara wie zwei kleine Schwestern …, die aber eine große Verwandtschaft aufzeigen in Typus, Kostümierung, Körper- und Armhaltung und dem charakteristischen Faltenstil“.[9] Die Apostel und der Paulus gehören zu den wenigen Werken Winterhalders in Stuck statt Holz. Darunter sind Andreas(1) mit Buch und Andreaskreuz, Jakobus der Ältere(2) mit Buch, Pilgerhut, Pilgerstab und Pilgermuscheln, Johannes(3) mit Buch und Kelch, Bartholomäus(4) mit Messer und abgezogener, über die rechte Schulter gelegter Haut sowie Jakobus der Jüngere(5) mit einer Walkerstange.

Apostel in St. Margaretha, Waldkirch
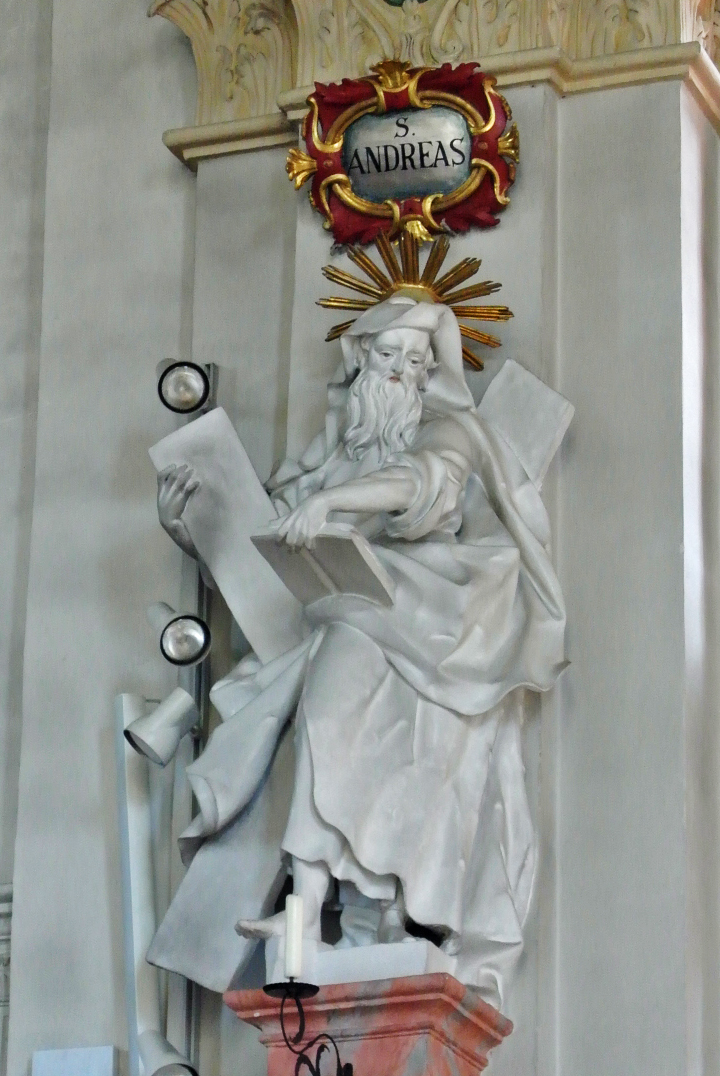
(1) Andreas
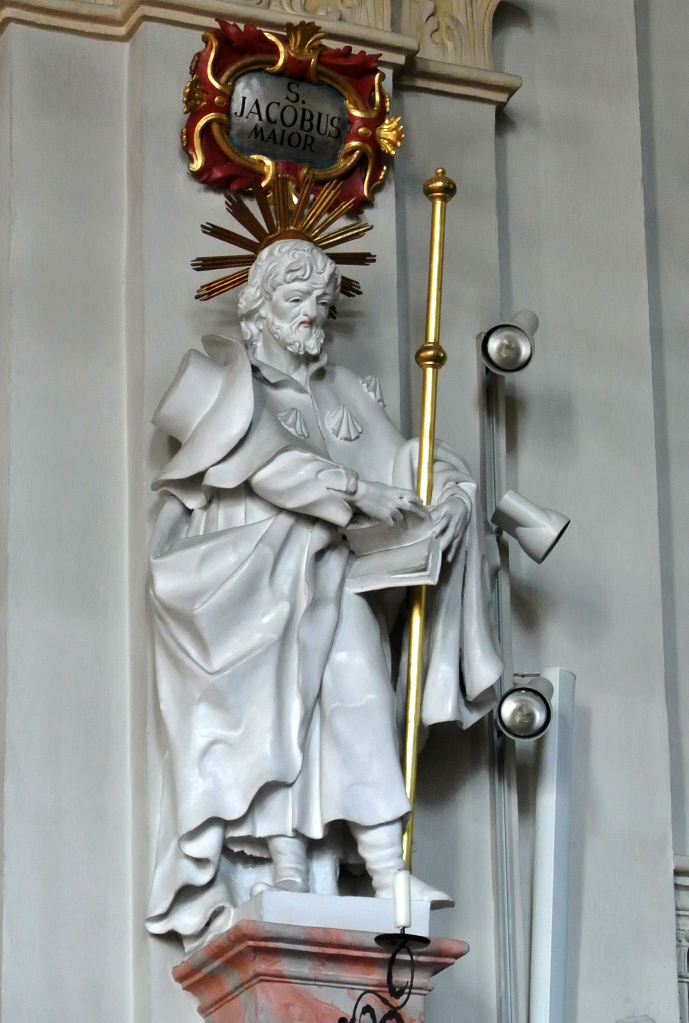
(2) Jakobus der Ältere
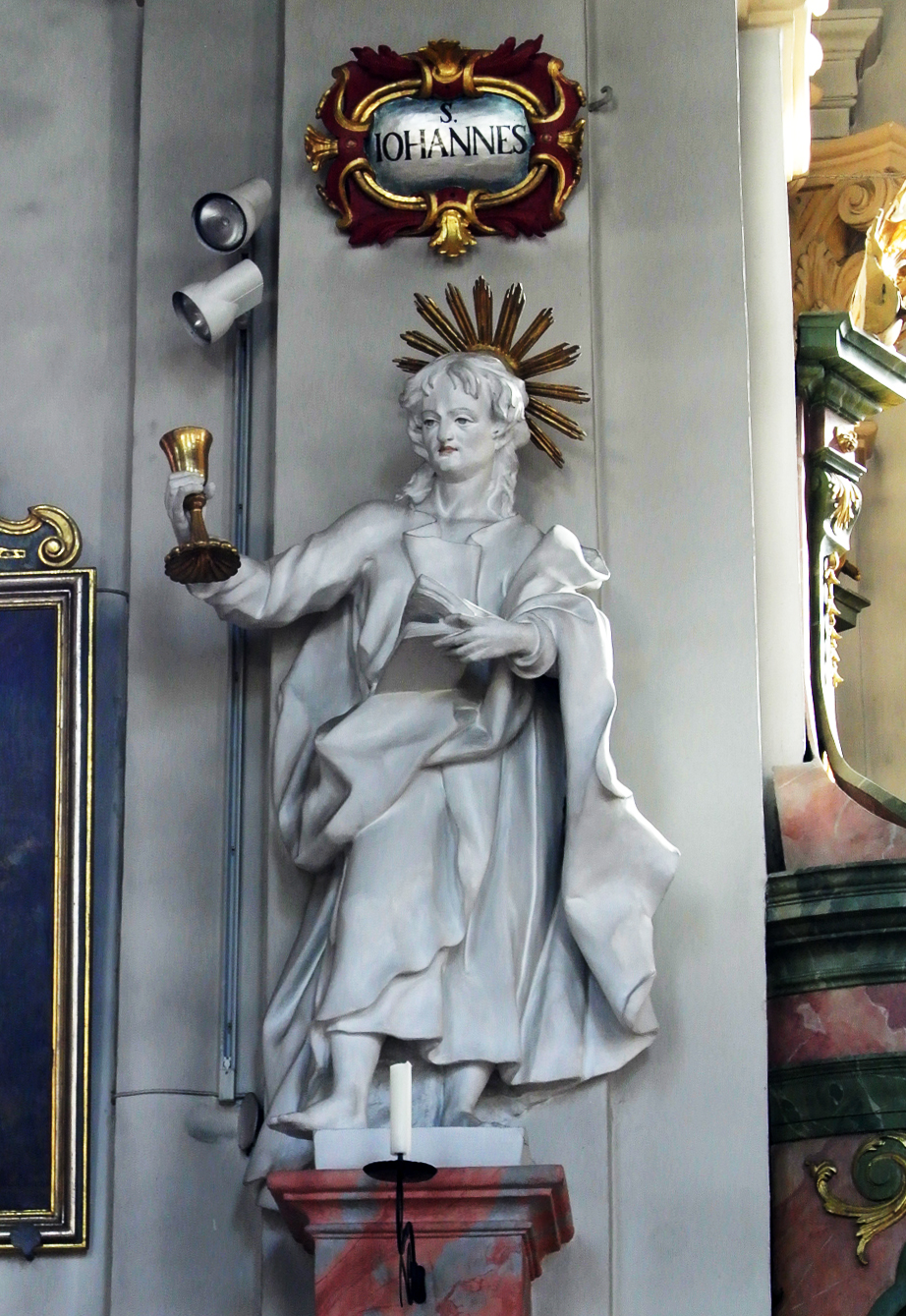
(3) Johannes
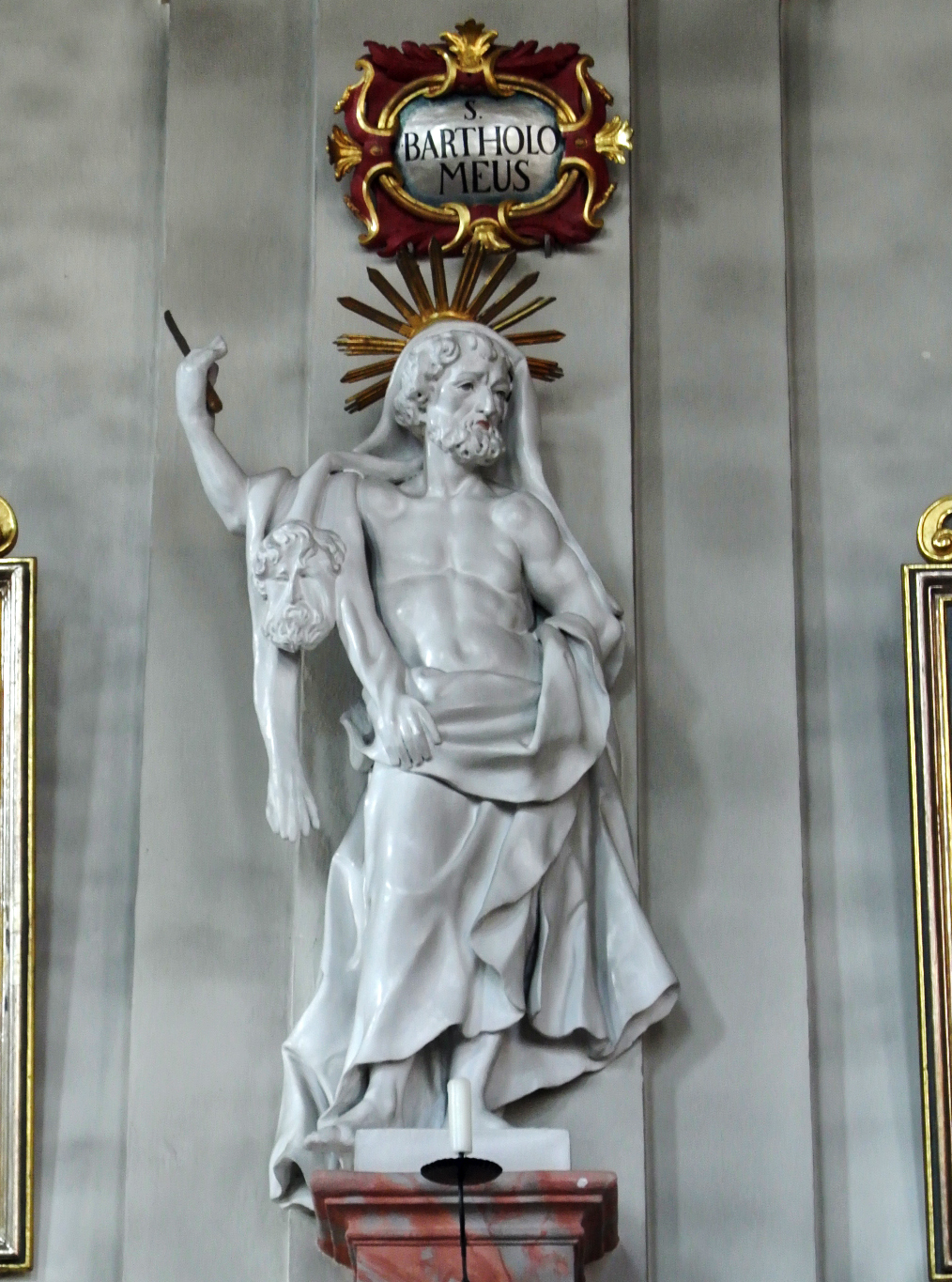
(4) Bartholomäus
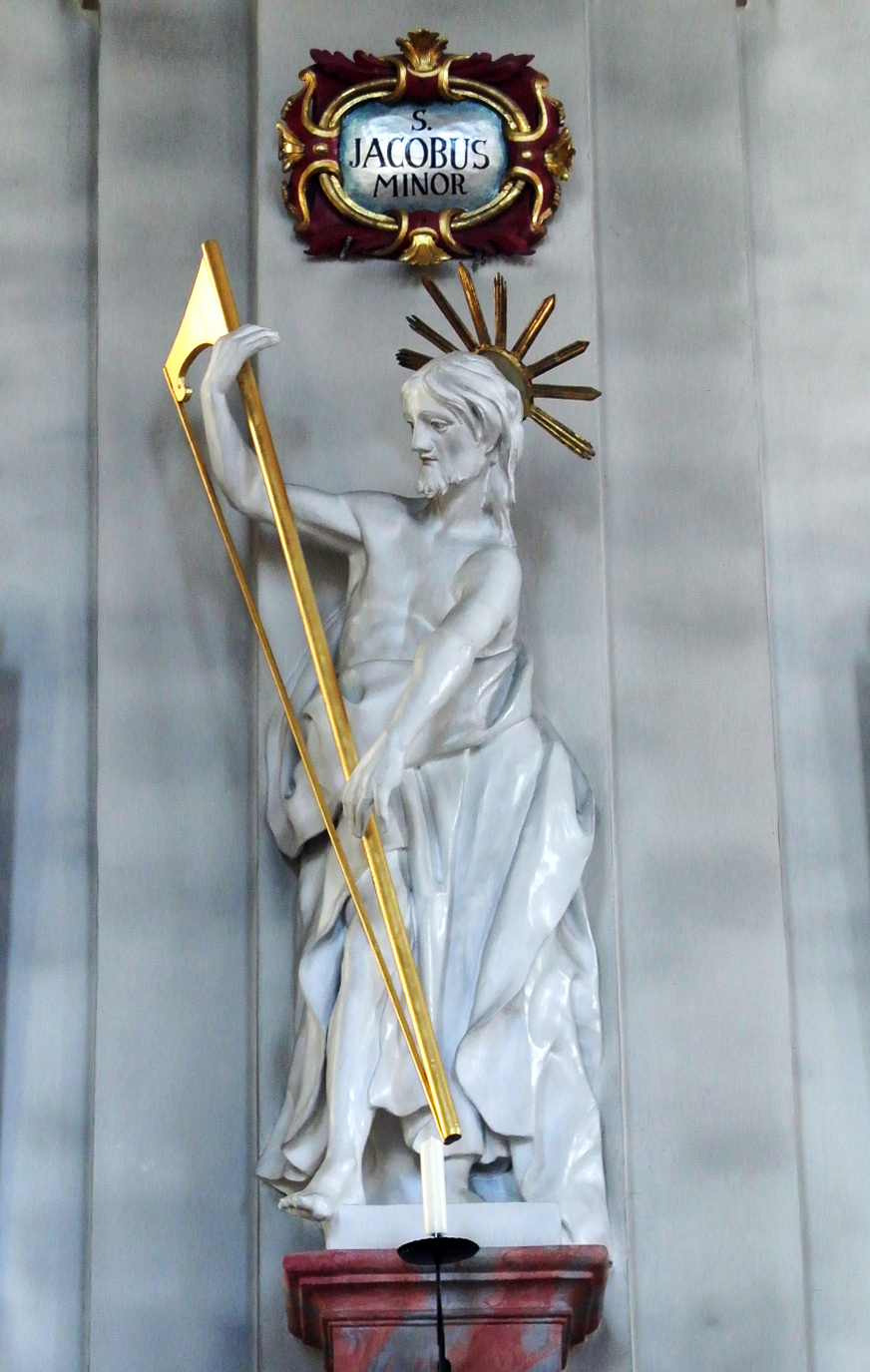
(5) Jakobus der Jüngere

- Zwischen 1745 und 1750 die Apostel Simon Petrus, Andreas, Jakobus der Ältere, Johannes, Bartholomäus und Paulus an den Wänden sowie zweimal, auf dem Schalldeckel der Kanzel und dem Taufsteindeckel, Johannes der Täufer in der ab 1724 erbauten Pfarrkirche St. Johann (Donaueschingen). „Die breitschultrigen <Apostel> mit kräftigem Haar sind relativ flach und mit großen, glatten Gewandbahnen gestaltet.“[10]

- Gleichzeitige Arbeiten für die Pfarrkirche St. Andreas in Donaueschingen-Neudingen, nämlich der Hochaltar mit Andreas, dem Apostel Johannes und zwei Engeln sowie ein Engel auf der Kanzel. Winterhalder hatte sich gegen Konkurrenz durchzusetzen. Das zuständige Oberamt in Hüfingen entschied für ihn mit der Begründung, „dass er diese seyne erlehrnte kunst gar wohl verstehe, also habt ihr auch ihm Johann Michael Winnterhalteren … vorgenantliche arbeith vor anderen besonders vor einem frembden zu veraccordieren. Daran vollziehet Ihr unseren gnädigsten Willen und Wir sind Euch mit gnade wohl und gewogen.“[11]

- Um 1750 entstandene Figuren in der ins Mittelalter zurückgehenden Kirche „Unsere Liebe Frau vom Rosenkranz“ im Ortsteil Unterreute von Reute. Die ursprünglichen Kirchenpatrone waren Felix und Regula. Dies Patronat ging 1901–1902 auf die damals neu gebaute Kirche in Oberreute über. Im Hochaltar der alten Kirche, dessen Künstler unbekannt ist, steht Winterhalders Maria immaculata. Auf den Seitenaltären, die ihrer Aufbauten beraubt sind, stehen links sein heiliger Josef, rechts seine heiligen Katharina von Alexandrien, Felix und Regula.[12]

- Um 1750 fast lebensgroße, weiß gefasste Statuen der Apostel Petrus und Paulus sowie der heiligen Afra von Augsburg und der heiligen Kaiserin Kunigunde im Augustinermuseum Freiburg, vermutlich aus der Kirche des ehemaligen Klosters der Augustinereremiten, das das Museum beherbergt.

- Aus der gleichen Zeit stammende, Johann Michaels Werkstatt zugeschriebene Figuren des heiligen Dominikus und der heiligen Katharina von Siena auf dem Hochaltar von St. Martin in Endingen am Kaiserstuhl; Johannes des Täufers und des heiligen Sebastian auf dem Hochaltar von St. Martin in Sasbach am Kaiserstuhl; Johannes des Täufers, des Apostels Johannes, des Erzengels Michael und des heiligen Gallus in der Pfarrkirche St. Ulrich in Rheinhausen-Oberhausen;[13] sowie Johannes des Täufers und Sebastians, ehemals am Hochaltar, jetzt am Triumphbogen von St. Laurentius im Rheinhausen benachbarten Kenzingen.

- 1752, Winterhalder zugeschrieben, der Altar der Blasius-Kapelle in Waldkirch-Kollnau.[14] Mitten im Altar steht der ältere heilige Blasius von Sebaste des Großvaters Bartholomaeus Winterhalder, links und rechts stehen Johann Michaels heiliger Josef und heiliger Wendelin mit Hirtentasche, Hirtenschippe, Schaf und Kuh, oben zwischen Putten das Auge der Vorsehung und die Taube des Heiligen Geistes. Die Figuren in der Kapelle sind Kopien. Die Originale stehen im Elztalmuseum in Waldkirch.

- Ausstattung der ab 1752 erbauten Pfarrkirche St. Alexius in Herbolzheim. 1754 erhielt Winterhalder „für die Bildnus des Heil: Alexii am Portal“ 25 Gulden und 1755 „für die Bildnus Christi und St: Joan: auf dem Taufsteindeckel“ 7 Gulden.[15] Mit „Bildnus des Heil: Alexii“ ist das Hartstuck-Relief außen über dem Kirchenportal gemeint, mit „St. Joan“ Johannes der Täufer. Außer diesen urkundlich gesicherten Werken werden Winterhalder die Hochaltarstatuen der heiligen Pantaleon und Landelin von Ettenheimmünster, Engel am Hochaltar, der segnende Christus auf der Kanzel, der harfenspielende König David und die heilige Cäcilia auf der Emporenbrüstung und das Grabdenkmal für den Pfarrer zur Zeit des Kirchenbaus Anton Machleid an der nördlichen Chorwand zugeschrieben.

- Nah bei Herbolzheim liegt die kleine Wallfahrtskirche Maria Sand. „Dicke Standplatten, grobe Glättung der Rückseiten, Haar- und Faltenbearbeitung der gesamten Figuralplastik legen eine Zuschreibung <der Hochaltarfiguren> an den Vöhrenbacher Bildhauer J. M. Winterhalder nahe.“[15]

- 1754–1756 die heiligen Petrus und Paulus vom Hochaltar von St. Brigitta in Niederschopfheim, einem Ortsteil von Hohberg im Ortenaukreis.[16][17]

- 1758–1759, die letzten und reifsten Werke,[18] die Seitenaltarfiguren der heiligen Katharina und Barbara links, „von ausgezeichneter Qualität“,[19] Dominikus' und Katharinas von Siena rechts, sowie die Kanzel der Pfarrkirche St. Leodegar in Schliengen.

## Würdigung
„Johann Michael Winterhalder war einer der bedeutendsten Barockbildhauer des Schwarzwaldes und des deutschen Südwestens um die Mitte des 18. Jahrhunderts.“ „Mit Faller und Winterhalder beginnt am Oberrhein in der Plastik eine neue Kunst, kommt ein neuer Stil aus Bayern, Österreich und Böhmen zu uns, der für 40 Jahre die Menschen durch seine eleganten Figuren und seine feine Ornamentik verzaubert.“ Dabei unterscheidet sich Winterhalders künstlerisches Temperament von dem Fallers und auch Christian Wenzingers. „Winterhalders Figuren mit ihren glatten Gewandflächen haben nicht die zartbewegte, feine Oberflächenmodellierung seiner Zeitgenossen, sondern eine reduzierte, lederartige Stofflichkeit.“ „Seine Apostel wie seine Frauendarstellungen sind große, ernste und ruhige Gestalten … Seine meisterhaft modellierten, muskulösen Körper beweisen seine sichere Kenntnis des Körperbaus.“ An der Schwelle zum Rokoko habe er haltgemacht. Werke Fallers werden im 1997er Dehio-Handbuch für die Regierungsbezirke Freiburg und Tübingen 15-mal, Werke Johann Michael Winterhalders 11-mal genannt.